# Stek

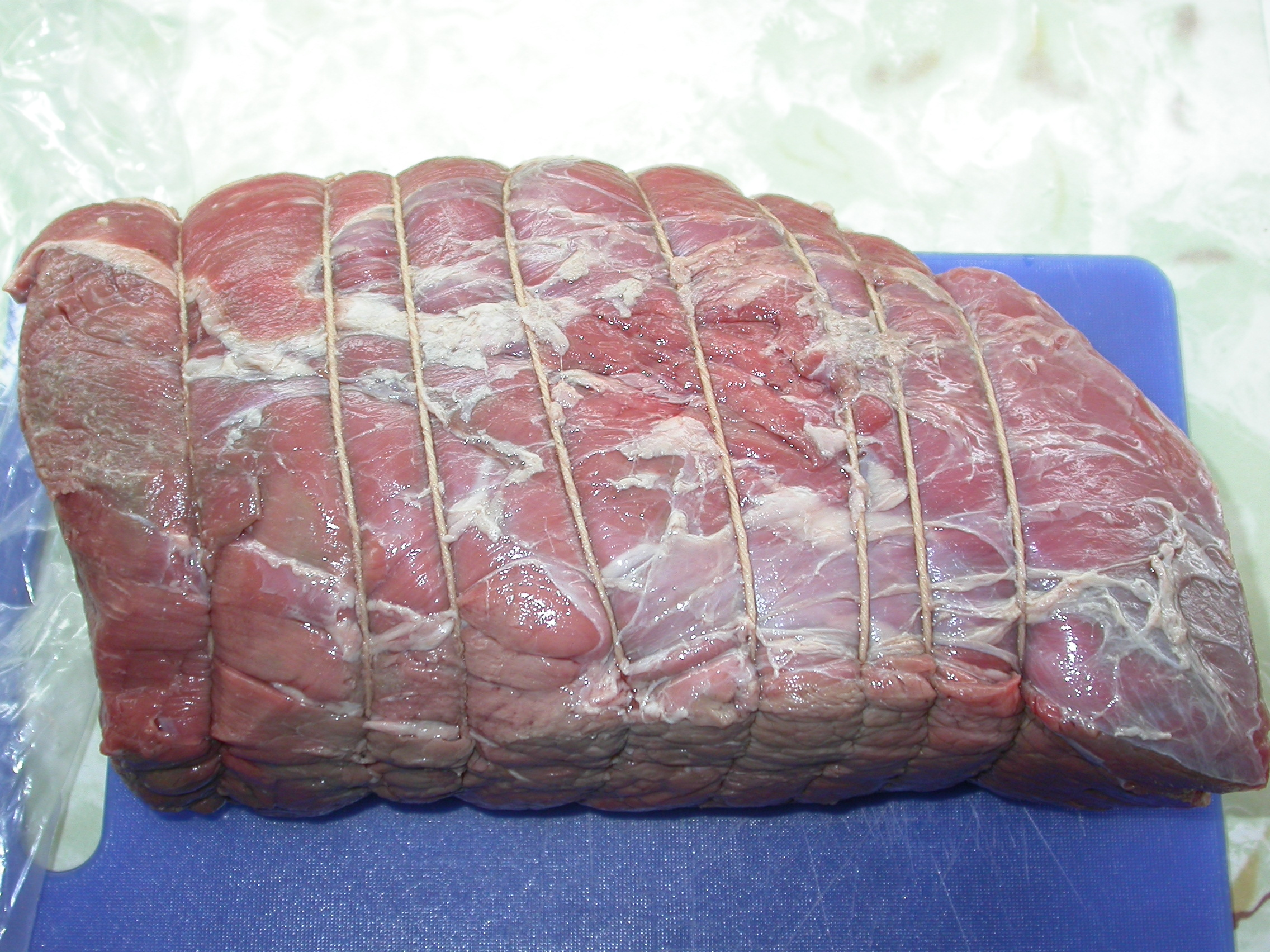
En stek av nötkött före tillagning.

Den här artikeln handlar om stek som livsmedel. För stek i betydelsen knut, se knop.
Stek är en tjock skiva kött skuren för stekning, ungstekning eller grillning. Ofta avses bakdelen av ett däggdjurs slaktkropp – särskilt nötkreaturs, som då kan kallas biffstek – men också andra större styckningsdetaljer, och även fisk och fågel. Ordet stek används även om det tillagade köttstycket.
Oftast används stek av nötkreatur eller hjortdjur. Samma styckningsdetalj erhålls också från tamgris och vildsvin, men kallas då skinka. Stek brukar traditionellt anrättas i ugn och ätas på söndagar – så kallad söndagsstek eller helgstek.

## Etymologi
Ordet härstammar från fornnordiskans steikja, som ungefär betyder "att grilla på spett" och är alltså besläktat med "sticka" och "stake".